# Odelín Molina
Odelín Molina   (Santa Clara, 3 d'agost de 1974) fou un futbolista cubà de la dècada de 2000.
Fou 122 cops internacional amb la selecció de Cuba.
Pel que fa a clubs, destacà a FC Villa Clara.